# Epidendreae
Epidendreae – plemię roślin z rodziny storczykowatych (Orchidaceae). Obejmuje 6 podplemion, około 80 rodzajów i około 8100 gatunków występujących w Ameryce Północnej, Środkowej i Południowej.

## Systematyka
Plemię sklasyfikowane do podrodziny epidendronowych (Epidendroideae) w rodzinie storczykowatych (Orchidaceae), rząd szparagowce (Asparagales) w obrębie roślin jednoliściennych.
Wykaz podplemion
- Bletiinae Benth.
- Chysinae Schltr.
- Coeliinae Dressler
- Laeliinae Benth.
- Pleurothallidinae Lindl. ex G. Don
- Ponerinae Pfitzer